# 마카오 토생 포요리

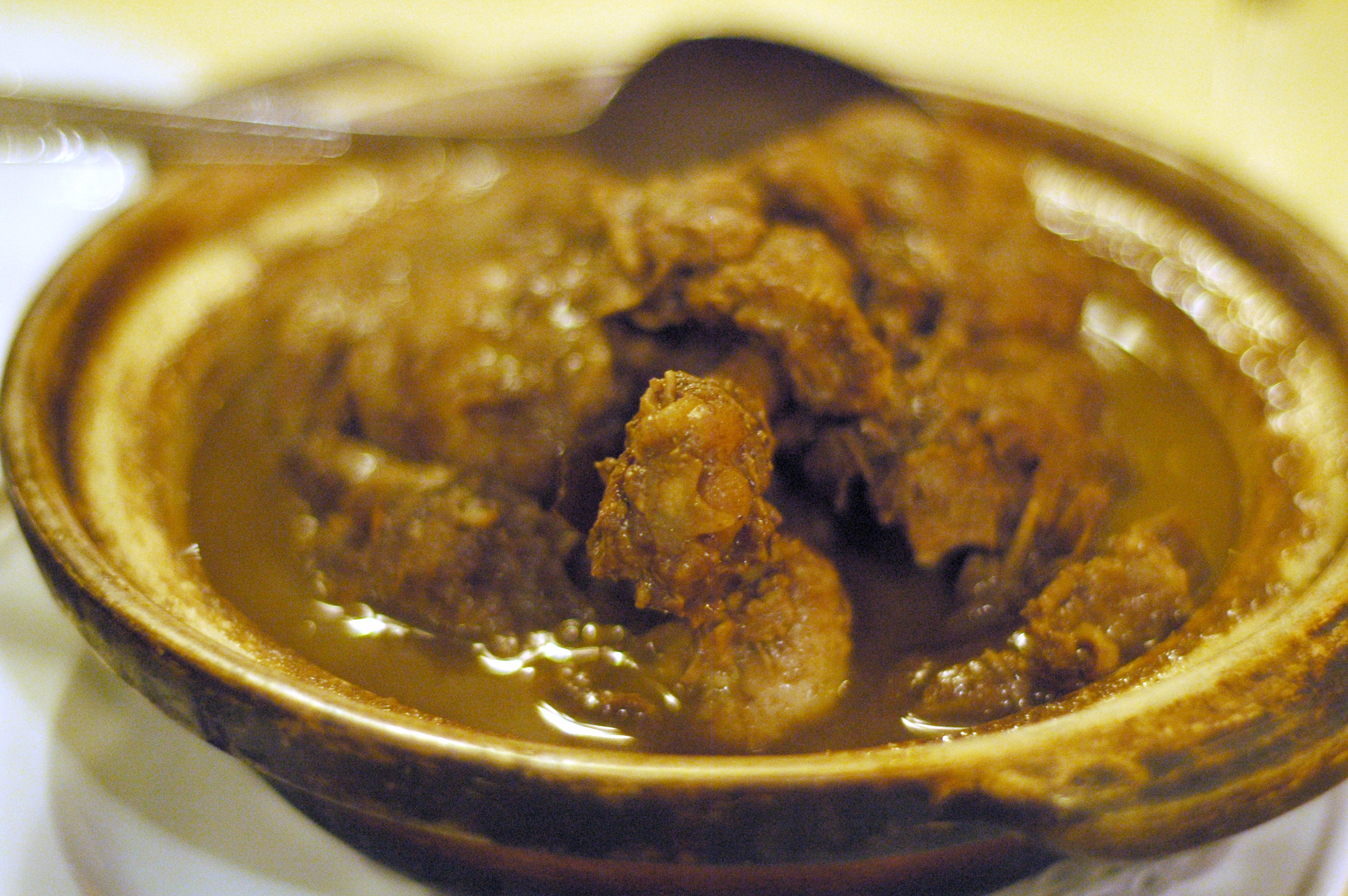
파투 드 카비델라

마카오 토생 포요리(Macao土生葡料理, 광둥어: 土生葡菜, 월병: tou2 sang1 pou4 coi3 토우상포우초이[*], 중국어: 土生葡菜, 병음: tǔshēng púcài 투성푸차이[*], 포르투갈어: cozinha macaense 코지냐 마카엔스[*], 마카오어: comezaina maquista 코메자이나 마키스타)는 마카오에서 만들어진 포르투갈 요리, 또는 마카오 토생 포인들의 요리이다.

## 요리
- 갈리냐 아 아프리카나(galinha à africana, 非洲雞)
- 갈리냐 아 포르투게자(galinha à portuguesa, 葡國雞)
- 라카사(lacassá, 炒米粉)
- 몰류 포르투게스(molho português, 葡汁)
- 민치(minchi, 免治)
- 바지(baji, 椰汁糯米飯)
- 바타타다(batatada, 薯仔蛋糕)
- 발리샹(balichão, 鹹蝦醬)
- 베빙카(bebinca, 椰汁布甸)
- 샤 고르두(chá gordo, 肥茶)
- 세하두라(serradura, 木糠布甸)
- 소파 드 라카사(sopa de lacassá, 鮮蝦濃湯)
- 아호스 고르두(arroz gordo, 肥飯)
- 카펠라(capela, 焗豬肉圈)
- 코케이라(coqueira, 椰撻仔)
- 타추(tacho, 大雜燴)
- 파투 드 카비델라(pato de cabidela, 血鴨飯)
- 포르쿠 바파사(porco baffasá, 黃薑粉豬肉)
- 포르쿠 발리샹 타마린두(porco balichão tamarindo, 鹹蝦酸子豬肉)

## 같이 보기
- 마카오 요리
- 포르투갈 요리
- 퓨전 요리